# Рибинські Буди
Рибинські Буди (рос. Рыбинские Буды) — слобода в Обоянському районі Курської області Російської Федерації.
Населення становить 744 особи. Входить до складу муніципального утворення Рибино-Будська сільрада.

## Історія
Населений пункт розташований на території українського етнічного та культурного краю Східна Слобожанщина.
Від 2004 року входить до складу муніципального утворення Рибино-Будська сільрада.

## Населення
| 2002 | 2010 |
| ---- | ---- |
| 924  | ↘744 |